# Големият банков обир
„Големият банков обир“ (на френски: Faites sauter la banque!) е френска кинокомедия от 1964 г. на френския кинорежисьор Жан Жиро. Сценарият е на Жан Жиро и Луи Сапен. Главната роля на Виктор Гарние се изпълнява от френския киноартист Луи дьо Фюнес.

## Сюжет
Внимание:  Текстът по-долу разкрива сюжета на произведението (или части от него)!
Виктор Гарние е собственик на магазин за ловни и риболовни оръжия и принадлежности. Решава да забогатее като инвестира парите си на борсата. Обръща се за съвет към своя съсед, който е банкер. Съседът му обаче не му помага особено, защото след като Виктор се вслушва в препоръките му губи всичко. Виктор е разорен и решава да обере някоя банка.

## В ролите
| Актьор          | Роля              |
| --------------- | ----------------- |
| Луи дьо Фюнес   | Виктор Гарние     |
| Жан-Пиер Мариел | Андре Дюран-Марей |
| Ивон Клеш       | Елен Гарние       |
| Ан Доа          | Изабел Гарние     |
| Катрин Дьомонжо | Корина Гарние     |
| Мишел Тюро      | Жерар Гарние      |
| Жан Валмон      | Филип Бреси       |